# Verband bulgarischer bildender Künstler
Der Verband bulgarischer bildender Künstler (bulgarisch: Съюз на българските художници) ist eine Berufsorganisation der Bildenden Künstler in Bulgarien. Er wurde 1932 gegründet und hat seinen Sitz in Sofia. Vorläufer waren verschiedene Künstlervereinigungen, die älteste davon, Verein zur Förderung der Kunst in Bulgarien, wurde 1893 ins Leben gerufen.
Nach dem Zweiten Weltkrieg erfüllte der Verband die Funktion, die jeweils „richtige“ Politik im Sinne der Machthaber im Bereich der bildenden Künste durchzuführen. In dieser Zeit wurde dem Verband die notwendige materielle Basis übereignet: Ausstellungssäle, Künstlerateliers etc. Das mehrstöckige Gebäude in der Schipka Straße Nr. 6 im Zentrum von Sofia dient bis heute als Ausstellungssaal. Ähnliche Organisationen gab es auch in den übrigen osteuropäischen Staaten (s. Verband Bildender Künstler der DDR). Ein Austausch fand regelmäßig statt. Die strengen Aufnahmekriterien wurden nach der Wende aufgeweicht. Die Zahl der Mitglieder ist dennoch in etwa konstant geblieben (2008: 2.700 Mitglieder).